# Campeonato Brasileño de Fútbol 1968 (Torneio Roberto Gomes Pedrosa)
El Campeonato Brasileño de Serie A 1968, oficialmente Torneio Roberto Gomes Pedrosa 1968 fue el duodécimo torneo válido para el Campeonato Brasileño de Serie A. El torneo comenzó el 24 de agosto y finalizó el 8 de diciembre del corriente año. El Santos FC ganó el campeonato, el sexto título nacional del club en 10 años de competencias.

## Sistema de competición
Primera etapa: los 17 participantes juegan en 2 grupos (uno de 8 y otro de 9 clubes). Clasificando los 2 primeros de cada grupo al cuadrangular final.
Finales : los 4 clubes clasificados juegan todos contra todos, en dos turnos, el club con más puntos en esta etapa se consagra campeón.

## Clasificación primera fase

### Grupo A
| Pos | Equipo              | Pts | PJ | PG | PE | PP | GF | GC | Dif |
| --- | ------------------- | --- | -- | -- | -- | -- | -- | -- | --- |
| 1º  | Palmeiras           | 24  | 16 | 9  | 6  | 1  | 24 | 9  | 15  |
| 2º  | Internacional       | 20  | 16 | 7  | 6  | 3  | 20 | 15 | 5   |
| 3.º | Corinthians         | 20  | 16 | 10 | 0  | 6  | 23 | 20 | 3   |
| 4.º | Cruzeiro            | 17  | 16 | 6  | 5  | 5  | 22 | 18 | 4   |
| 5.º | Atlético Paranaense | 17  | 16 | 6  | 5  | 5  | 28 | 25 | 3   |
| 6.º | Bangu               | 14  | 16 | 3  | 8  | 5  | 12 | 17 | -5  |
| 7.º | Botafogo            | 13  | 16 | 4  | 5  | 7  | 17 | 22 | -5  |
| 8.º | Flamengo            | 11  | 16 | 2  | 7  | 7  | 10 | 21 | -11 |
| 9.º | Náutico Recife      | 8   | 16 | 2  | 4  | 10 | 12 | 25 | -13 |

### Grupo B
| Pos | Equipo           | Pts | PJ | PG | PE | PP | GF | GC | Dif |
| --- | ---------------- | --- | -- | -- | -- | -- | -- | -- | --- |
| 1.º | Santos           | 22  | 16 | 9  | 4  | 3  | 37 | 18 | 19  |
| 2.º | Vasco da Gama    | 20  | 16 | 9  | 2  | 5  | 27 | 22 | 5   |
| 3.º | Grêmio           | 19  | 16 | 6  | 7  | 3  | 17 | 11 | 6   |
| 4.º | Atlético Mineiro | 19  | 16 | 7  | 5  | 4  | 18 | 15 | 3   |
| 5.º | São Paulo        | 14  | 16 | 4  | 6  | 6  | 23 | 24 | -1  |
| 6.º | Fluminense       | 13  | 16 | 6  | 1  | 9  | 19 | 23 | -4  |
| 7.º | Portuguesa       | 11  | 16 | 3  | 5  | 8  | 18 | 29 | -11 |
| 8.º | Bahia            | 10  | 16 | 4  | 2  | 10 | 14 | 27 | -13 |

## Cuadrangular final
| Pos | Equipo        | Pts | PJ | PG | PE | PP | GF | GC | Dif |
| --- | ------------- | --- | -- | -- | -- | -- | -- | -- | --- |
| 1.º | Santos        | 6   | 3  | 3  | 0  | 0  | 7  | 2  | 5   |
| 2.º | Internacional | 2   | 3  | 1  | 0  | 2  | 6  | 5  | 1   |
| 3.º | Vasco da Gama | 2   | 3  | 1  | 0  | 2  | 4  | 7  | -3  |
| 4.º | Palmeiras     | 2   | 3  | 1  | 0  | 2  | 3  | 6  | -3  |

## Goleadores
18 goles
- Toninho Guerreiro (Santos)

12 goles
- Pelé (Santos)

11 goles
- Valfrido (Vasco da Gama)
- Luis Artime (Corinthians)

9 goles
- Claudiomiro (Internacional)